# مذخرة (القفر)

تعديل مصدري - تعديل

مذخرة محلة تابعة لقرية بيت الوادعي، التابعة لعزلة حمير بمديرية القفر إحدى مديريات محافظة إب في الجمهورية اليمنية، بلغ تعداد سكانها 102 حسب تعداد اليمن لعام 2004.